# Aspila charmione
Aspila charmione är en fjärilsart som beskrevs av Stoll 1791. Aspila charmione ingår i släktet Aspila och familjen nattflyn. Inga underarter finns listade i Catalogue of Life.